# Kiŭk

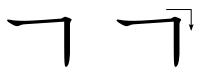
Tahy při psaní rukou

Kiŭk (znak ㄱ, korejsky 기역, severokorejsky 기윽) je první znak korejské abecedy.  Do češtiny se přepisuje písmeny g nebo k, což odpovídá tomu, že v mluvené korejštině odpovídá kiŭk znělé nebo neznělé velární plozivě. Stejným způsobem přepisuje do latinky kiŭk i revidovaná romanizace korejštiny a McCuneova–Reischauerova romanizace korejštiny. Podobně je v rámci Cholodovičovy cyrilizace korejštiny i Koncevičovy cyrilizace korejštiny kiŭk přepisován jako к nebo г.
Z ㄱ je přímo odvozen znak ㅋ (přidáním vodorovné čárky značící přídech).

## Varianty a Unicode
| Typ                                      | Typ                                      | Písmeno | Hodnota unicode | HTML kódování |
| ---------------------------------------- | ---------------------------------------- | ------- | --------------- | ------------- |
| Znaky pro kompatibilitu s KS X 1001:1998 | Znaky pro kompatibilitu s KS X 1001:1998 | ㄱ      | U+3131          | &#12593;      |
| Běžné znaky                              | Počáteční                                | ᄀ      | U+1100          | &#4352;       |
| Běžné znaky                              | Koncové                                  | ᆨ        | U+11A8          | &#4520;       |
| Kódování Hanjang                         | Počáteční                                |        | U+F785[zdroj⁠?!] | &#63365;      |
| Kódování Hanjang                         | Koncové                                  |        | U+F86B[zdroj⁠?!] | &#63595;      |
| S poloviční šířkou                       | S poloviční šířkou                       | ﾡ       | U+FFA1          | &#65441;      |